# Wera Ostwaldt
Wera Ostwaldt (* 22. Dezember 1925; † 3. März 2016 in Berlin) war eine deutsche Künstlerin.

## Leben und Werk
Wera Ostwaldt wurde als zweite Tochter des Kunstmalers Ewald Vetter und seiner Frau Lilli Vetter geboren. Als sie zehn Jahre alt war, zog die Familie von München nach Berlin, wo sie später an der damaligen Hochschule der Künste Berlin als Meisterschülerin für Grafik studierte. Danach entwickelte sie eine Vorliebe für Schmelzglas-Arbeiten. Auf der Frankfurter Messe zeigte sie Dosen, Schmuck, Schilder, Taufschalen aus Emaille und richtete sich eine eigene kleine Werkstatt ein.
1956/1957 fertigte sie die Emaille-Wappen für die steinerne Gründungstafel der Kongresshalle Berlin. Dafür formte sie drei Wappen: den Bundesadler, den Berliner Bären und den US-Seeadler. Sie hatte die Emaille so geschliffen, dass sie matt war. Bei der Grundsteinlegung der Kongresshalle waren sie und ihr Mann unter den Ehrengästen. Die Tafeln waren im Laufe der Jahre starkem Vandalismus ausgesetzt; der Bundesadler wurde gestohlen, der Berliner Bär abgeschabt, der US-Seeadler beschädigt. 2006/2007 fertigte Ostwald deshalb im Rahmen der Renovierungsarbeiten an der Kongresshalle zu deren 50-jährigem Bestehen in den historischen Handwerkstechniken eine Replik an.
Sie entwarf unter anderem auch Lampen oder arbeitete mit verschiedenen Architekturbüros zusammen, für die sie zum Beispiel Türklinken für das damalige Hilton-Hotel (heute: Hotel InterContinental) an der Budapester Straße entwarf. Zudem arbeitete sie für Schiffsausstattungen, z. B. für das Schiff Wappen von Hamburg. Ihre Werke wurden unter anderem in New York, Toronto und Johannesburg ausgestellt, Aufträge erhielt sie auch aus Moskau und Riga, wo sie sich mehrere Monate lang aufhielt.
Ostwaldt war Mitglied im Verein für Kunsthandwerk. und erhielt auch Aufträge vom Berliner Senat. Bis ins hohe Alter gab sie Kurse für Emaille-Arbeiten an der Volkshochschule Steglitz-Zehlendorf.
Wera Ostwaldt war mit einem Journalisten verheiratet und hatte drei Töchter. Ihr Grab befindet sich auf dem Waldfriedhof Zehlendorf.